# Коридзе, Вахтанг Ионович
Вахта́нг Ио́нович Кори́дзе (род. 24 декабря 1949, Батуми, Грузинская ССР, СССР) — советский футболист, полузащитник. Игрок сборной СССР. Мастер спорта (1975).

## Карьера

### Клубная
Воспитанник школы Динамо (Батуми) — с 1963. Во взрослой команде — с 1967 по август 1969, 1971—1974.
Большую часть карьеры с 1969 по 1970 и с 1975 по 1980 год провёл в тбилисском «Динамо». Там он выиграл чемпионат СССР 1978, Кубок СССР 1976, 1979 и Кубок обладателей кубков 1981.
Серебряный призёр Спартакиады народов СССР 1979.
В чемпионатах СССР (высшая лига) — 145 матчей, 22 мяча.

### В сборной
В составе главной национальной сборной СССР дебютировал 28 марта 1979 года в товарищеском матче со сборной Болгарии, а последний раз вышел на поле в составе сборной 19 мая 1979 года в отборочном матче чемпионата Европы против сборной Венгрии. Всего за первую сборную сыграл 4 матча, забил 1 гол.

## Достижения

### Командные
Чемпион СССР: (1)
- 1978 («Динамо» Тбилиси)

Обладатель Кубка СССР: (2)
- 1976, 1979 (оба с «Динамо» Тбилиси)